# Communauté d'agglomération de Vesoul
Pour les articles homonymes, voir CAV.
La communauté d'agglomération de Vesoul (CAV) est une structure intercommunale française située autour de la ville de Vesoul, dans le département de la Haute-Saône, en Franche-Comté, dans la région administrative Bourgogne-Franche-Comté. Il s'agit de la plus importante intercommunalité du département avec 32 207 habitants en 2021.
L'intercommunalité fait partie du pôle métropolitain Centre Franche-Comté.

## Historique

### District urbain de Vesoul (1969-2001)
C'est le 30 octobre 1969 qu'est signé l'acte de naissance du « District urbain de Vesoul », par l'arrêté du préfet de la Haute-Saône René Érignac. Cet acte était l'aboutissement d'une longue et difficile période de négociation entre le maire de Vesoul de l'époque — Pierre Rénet — et les maires des communes de la première couronne vésulienne. En effet, les districts, créés par la loi n°59-30 du 5 janvier 1959, constituaient à l'époque une forme très intégrée de coopération et suscitaient l'inquiétude des élus face aux ambitions de la commune de Vesoul. En Haute-Saône, seule Gray avait devancé la ville chef-lieu en créant le sien quatre années plus tôt, en 1965. Le monde rural était plutôt habitué à une coopération à la carte pour la construction de réseaux électriques et la fourniture d'eau potable par le biais de syndicats intercommunaux. Avec le district, c'est une coopération beaucoup plus large qui était proposée aux élus : création de zones industrielles, de stations d'épuration, d'équipements publics variés.
À sa création, le District urbain de Vesoul était composé des communes suivantes : Comberjon, Coulevon, Échenoz-la-Méline, Frotey-lès-Vesoul, Navenne, Noidans-lès-Vesoul, Pusey, Pusy-et-Épenoux, Quincey, Vaivre-et-Montoille, Vesoul, Villeparois.

### Communauté de communes de l'agglomération de Vesoul (2001-2012)
À la suite de la loi relative au renforcement et à la simplification de la coopération intercommunale, le District urbain de Vesoul a été transformé, par arrêté du préfet en date du 28 décembre 2000 et à compter du 1er janvier 2001, en Communauté de communes de l'agglomération de Vesoul.
Durant les années 2000, l'urbanisation se développe et l'agglomération s’agrandit ; c'est ainsi que plusieurs communes environnantes vont s'associer à l'intercommunalité : Montigny-lès-Vesoul et Colombier (2003), Montcey (2004) et Andelarre, Andelarrot, Chariez, Mont-le-Vernois (2008), soit 19 communes pour une population, à l'époque, de 33 842 habitants.

### Communauté d'agglomération de Vesoul (depuis 2012)
Le  1er janvier 2012, la communauté de communes est transformée en communauté d'agglomération, notamment grâce à sa croissance démographique,.
Le 1er janvier 2014 la commune de Charmoille a rejoint la communauté d'agglomération de Vesoul pour être la 20e commune de la CAV.

### Géographie

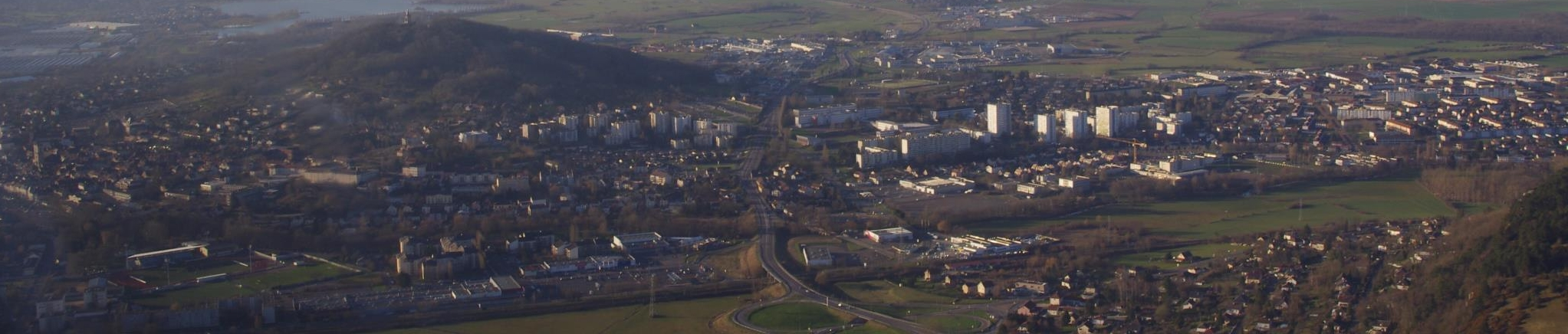
Panorama de la ville de Vesoul

## Territoire communautaire

### Composition
En 2024, la communauté d'agglomération est composée des 20 communes suivantes :

| Nom                 | Code Insee | Gentilé       | Superficie (km2) | Population (dernière pop. légale) | Densité (hab./km2) |
| ------------------- | ---------- | ------------- | ---------------- | --------------------------------- | ------------------ |
| Vesoul (siège)      | 70550      | Vésuliens     | 9,07             | 15 306 (2022)                     | 1 688              |
| Andelarre           | 70019      | Andelarrois   | 4,57             | 149 (2022)                        | 33                 |
| Andelarrot          | 70020      |               | 5,71             | 245 (2022)                        | 43                 |
| Chariez             | 70134      | Chariéziens   | 7,66             | 220 (2022)                        | 29                 |
| Charmoille          | 70136      | Charmoillais  | 5,04             | 484 (2022)                        | 96                 |
| Colombier           | 70163      | Colombiers    | 13,91            | 438 (2022)                        | 31                 |
| Comberjon           | 70166      | Comberjonnais | 3,57             | 144 (2022)                        | 40                 |
| Coulevon            | 70179      | Coulevonais   | 2,66             | 173 (2022)                        | 65                 |
| Échenoz-la-Méline   | 70207      | Mélinois      | 8,09             | 3 187 (2022)                      | 394                |
| Frotey-lès-Vesoul   | 70261      | Frotéens      | 7,63             | 1 367 (2022)                      | 179                |
| Mont-le-Vernois     | 70367      |               | 7,76             | 191 (2022)                        | 25                 |
| Montcey             | 70358      | Montcéens     | 8,12             | 266 (2022)                        | 33                 |
| Montigny-lès-Vesoul | 70363      | Montinois     | 6,47             | 635 (2022)                        | 98                 |
| Navenne             | 70378      | Navennois     | 3,91             | 1 591 (2022)                      | 407                |
| Noidans-lès-Vesoul  | 70388      | Noidanais     | 8,64             | 1 979 (2022)                      | 229                |
| Pusey               | 70428      | Puséens       | 8,18             | 1 437 (2022)                      | 176                |
| Pusy-et-Épenoux     | 70429      | Pusypenois    | 10,07            | 542 (2022)                        | 54                 |
| Quincey             | 70433      | Quincéens     | 12,63            | 1 359 (2022)                      | 108                |
| Vaivre-et-Montoille | 70513      | Vaivrois      | 8,48             | 2 436 (2022)                      | 287                |
| Villeparois         | 70559      |               | 3,32             | 190 (2022)                        | 57                 |

### Démographique
| 1968   | 1975   | 1982   | 1990   | 1999   | 2010   | 2016   | 2022   |
| ------ | ------ | ------ | ------ | ------ | ------ | ------ | ------ |
| 25 160 | 29 584 | 32 145 | 32 795 | 33 069 | 32 756 | 32 350 | 32 339 |

## Organisation

### Siège
Le siège de la communauté d'agglomération est situé 9 rue des Casernes à Vesoul, dans l’ancienne caserne ayant accueilli la délégation militaire départementale.

### Élus
La communauté d'agglomération  est administrée par son conseil communautaire, composé, pour la mandature 2020-2026,  de  50 conseillers municipaux représentant chacune des  communes membres et répartis en fonction de leur population de la manière suivante :
 
- 21 délégués pour Vesoul ;

- 4 délégués pour Échenoz-la-Méline ; 

- 3 délégués pour Vaivre-et-Montoille ; 

- 2 délégués pour Noidans-lès-Vesoul, Navenne, Pusey, Frotey-lès-Vesoul et Quincey ; 

- 1 délégué ou son suppléant pour les 12 autres communes.
Au terme des élections municipales de 2020 dans la Haute-Saône, le conseil communautaire renouvelé a réélu le 9 juillet 2020 son président, Alain Chrétien, maire de Vesoul, ainsi que ses 9 vice-présidents, qui sont, : 
1. Serge Vieille, maire d’Échenoz-la-Méline, délégué à l’administration générale et aux marchés publics ;
2. Nadine Munier, maire de Vaivre-et-Montoille, déléguée à l’espace de loisirs du lac ;
3. Pierre Emann, maire de Coulevon, délégué aux transports et des mobilités durables ;
4. Marie-Line Martin, élue de Vesoul, déléguée aux sports ;
5. Pierre Gorcy, élu de Vesoul, santé et politique de la Ville ;
6. Bruno Bidoyen, maire de Quincey, délégué à la maîtrise et la valorisation des déchets ;
7. Christophe Tary, maire de Frotey-lès-Vesoul, délégué à l'urbanisme, au logement et à habitat ;
8. Benoit Thomassin, élu de Vesoul, délégué à la gestion de l’eau, de l’assainissement et des rivières ;
9. Loïc Cavagnac, élu de Vesoul, délégué au développement économique ;
10. Sylvie Manière, élue de Vesoul, délégué au tourisme et attractivité.

### Liste des présidents
| Période   | Période                      | Identité            | Étiquette                 | Qualité |
| --------- | ---------------------------- | ------------------- | ------------------------- | --- |
| 1969      | 1977                         | Pierre Rénet        | CNIP                      | Ingénieur des ponts et chaussées maire de Vesoul (1953 → 1977) Conseiller général de Vesoul (1964 → 1973) Conseiller général de Vesoul-Est (1973 → 1976)                                                                                            |
| 1977      | 1989                         | Pierre Chantelat    | RI puis UDF-PR            | Pharmacien, gendre de Pierre Garet Maire de Vesoul (1977 → 1989) Député de la Haute-Saône (1978 → 1981 et 1986 → 1988) Président du Conseil régional de Franche-Comté (1988 → 1998) Conseiller général de Vesoul-Ouest (1973 → 1979 et 1985 → 1992) |
| 1989      | 1992                         | Claude Charpentier  | PS                        | Enseignant, président de la ligue des droits de l'homme de Haute-Saône Maire-adjoint de Vesoul Conseiller régional de Franche-Comté Conseiller général de Vesoul-*Ouest (1979 → 1985)                                                               |
| 1992      | 1998                         | Alain Joyandet      | UMP                       | Entrepreneur Maire de Vesoul (1995 → 2012) Sénateur de la Haute-Saône (1995 → 2002 et 2014 → ) Conseiller général de Vesoul-Ouest (1992 → 2002) |
| 1998      | 2001                         | Serge Lafontaine    |                           | Maire de Noidans-lès-Vesoul (1989 → 2001) |
| 2001      | 2004                         | Véronique Degallaix | UMP                       | Maire-adjointe de Vesoul |
| juin 2004 | En cours (au 7 octobre 2023) | Alain Chrétien      | UMP → LR puis Agir et HOR | Cadre du secteur public Maire de Vesoul (2012 → ) Député de la Haute-Saône (1re circ) (2012 → 2017) Conseiller général de Vesoul-Ouest (2002 → 2004 et 2005 → 2012) Réélu pour le mandat 2020-2026                                                  |

### Compétences
L'intercommunalité exerce les compétences qui lui ont été transférées par les communes membres, dans les conditions déterminées par le code général des collectivités territoriales et définies par les statuts de l'intercommunalité.
En 2022, il s'agit de : 

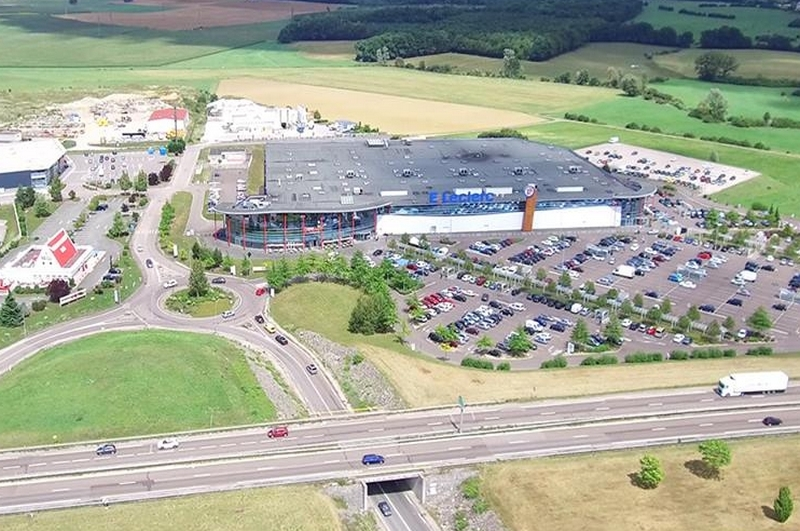
La zone d'activités de l'Oasis a Pusey.

- Développement économique : actions de développement économique, zones d'activité, politique locale du commerce et soutien aux activités commerciales d’intérêt communautaire, promotion du tourisme ;
- Aménagement de l’espace communautaire : Schéma de cohérence territoriale, Plan local d'urbanisme, carte communale et autres documents d'urbanisme, opérations d'aménagement reconnues d'intérêt communautaire, organisation de la mobilité  ;
- Équilibre social de l’habitat : programme local de l'habitat, politique du logement d'intérêt communautaire, logement social d'intérêt communautaire, réserves foncières pour la mise en œuvre de cette compétence, action en faveur du logement des personnes défavorisées, amélioration du parc immobilier bâti d'intérêt communautaire ;
- Politique de la ville dans la communauté (diagnostic et dispositifs contractuels, mise en œuvre des programmes d'action définis dans le contrat de ville) ;
- Gestion des milieux aquatiques et prévention des inondations (GEMAPI);
- Aires d'accueil des gens du voyage ;
- Collecte et traitement des déchets des ménages et déchets assimilés ;
- Eau, Assainissement et gestion des eaux pluviales urbaines ;
- Voiries et parkings reconnus d'intérêt communautaire ;
- Environnement et cadre de vie : lutte contre la pollution de l'air , les nuisances sonores, soutien aux actions de maîtrise de la demande d'énergie ;
- Équipements culturels et sportifs reconnus d'intérêt communautaire ;
- Versement du contingent incendie au service départemental d'incendie et de secours
- Fourrière pour les animaux errants.
- Technologies de l’information et de la communication

### Régime fiscal et budget
La communauté d'agglomération est un établissement public de coopération intercommunale à fiscalité propre.
Afin de financer l'exercice de ses compétences, l'intercommunalité perçoit, comme toutes les communautés d'agglomération, la fiscalité professionnelle unique (FPU) – qui a succédé à la taxe professionnelle unique (TPU) – et assure une péréquation de ressources.
Elle collecte également la taxe d'enlèvement des ordures ménagères (TEOM), qui finance ce service public, ainsi que la taxe de séjour.
Elle verse une dotation de solidarité communautaire (DSC) à ses communes membres.

## Projets et réalisations
Conformément aux dispositions légales, une communauté d'agglomération a pour objet d'associer « au sein d'un espace de solidarité, en vue d'élaborer et conduire ensemble un projet commun de développement urbain et d'aménagement de leur territoire ».

## Pour approfondir